# Mariano Garrigues Díaz-Cañabate
Mariano Garrigues Díaz-Cañabate (Madrid, 1902 - Madrid, 1994) fue un arquitecto español.

## Biografía
Hijo del abogado Joaquín Garrigues Martínez, fue hermano del diplomático y ministro Antonio Garrigues Díaz-Cañabate y del abogado y catedrático Joaquín Garrigues Díaz-Cañabate.[cita requerida]
Mariano Garrigues Díaz-Cañabate estudió Arquitectura y se tituló en la Escuela Técnica Superior de Arquitectura de Madrid (ETSAM) en 1928. Gran parte de su trabajo profesional se desarrolló en la ciudad de Madrid, en la que proyectó y construyó numerosos edificios, tanto residenciales como terciarios. Garrigues consideró como maestro a Modesto López Otero, coordinador y director del proyecto de la Ciudad Universitaria de Madrid.

## Trayectoria profesional
Durante la posguerra formó parte del equipo técnico que se ocupó de la reconstrucción de la Ciudad Universitaria de Madrid y de las nuevas construcciones que estaban planificadas en el proyecto inicial de 1928, previo a la guerra civil española. Garrigues participó en la reconstrucción de la Facultad de Medicina y la Facultad de Farmacia así como en la construcción de la Facultad de Veterinaria y el Hospital Anglo Americano.
Garrigues proyectó la Casa de Suecia y dirigió las obras de la Sede de la Embajada de los Estados Unidos en España en colaboración con los arquitectos estadounidenses Ernest Warlow y Leland W. King que redactaron el proyecto. Trabajó como arquitecto para el Banco Exterior de España cliente para el que proyectó y ejecutó el edificio de la sede central y numerosos edificios en todo el país como sucursales. Garrigues trabajó en equipo con Agustín Aguirre López, Modesto López Otero, y Miguel de los Santos.
Garrigues también desarrolló grandes conjuntos vecinales en nuevas áreas de desarrollo urbano madrileño como los ejecutados en el Pinar de Chamartín o en el distrito de  Carabanchel.
El contenido de su estudio profesional, con 1154 planos correspondientes a 100 proyectos, además de documentos y fotografías se donó en 2008 al servicio histórico de la Fundación Arquitectura COAM. Este fondo histórico abarca documentación desde los años 1949 a 1991 y está en parte digitalizado, accesible en la web desde el año 2009.